# Cane fuegino

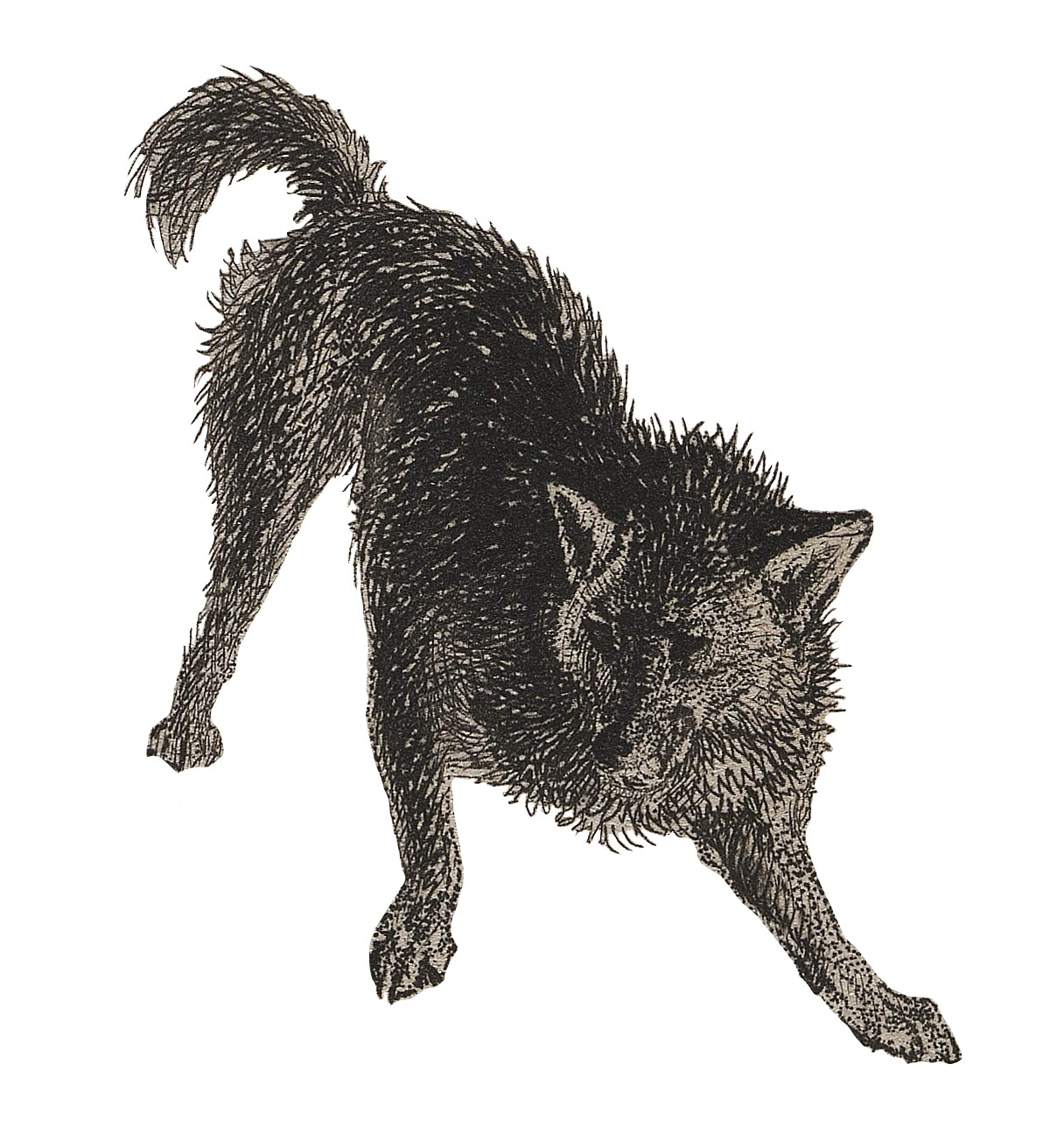
L'interpretazione di un artista di un "cane" fuegino

Il cane fuegino (in spagnolo perro yagán, perro fueguino), noto anche come cane Yaghan, è un canino addomesticato estinto.
Era una forma addomesticata del culpeo (Lycalopex culpaeus), a differenza dei cani propriamente detti, che sono stati addomesticati a partire dal lupo grigio (Canis lupus).
È stato descritto per la prima volta dal navigatore francese Louis-Ferdinand Martial, che guidò la spedizione scientifica del 1883 a fu descritto come un cane brutto, con pelo fulvo e lungo e un muso affilato, somigliante proprio ad una volpe.